# Roeboides
A Roeboides a sugarasúszójú halak (Actinopterygii) osztályába, a pontylazacalakúak (Characiformes) rendjébe a pontylazacfélék (Characidae) családjába tartozó nem.

## Rendszerezés
A nembe az alábbi 21 faj tartozik:
- Roeboides affinis
- Roeboides araguaito
- Roeboides biserialis
- Roeboides bouchellei
- Roeboides carti
- Roeboides dayi
- Roeboides descalvadensis
- Roeboides dientonito
- Roeboides dispar
- Roeboides guatemalensis
- Roeboides ilseae
- Roeboides margareteae
- Roeboides microlepis
- Roeboides myersii
- Roeboides numerosus
- Roeboides occidentalis
- Roeboides oligistos
- Roeboides paranensis
- Roeboides prognathus
- Roeboides thurni
- Roeboides xenodon